# Cortaderia atacamensis
Cortaderia atacamensis là một loài thực vật có hoa trong họ Hòa thảo. Loài này được (Phil.) Pilg. mô tả khoa học đầu tiên năm 1906.